# Café San Bernardo

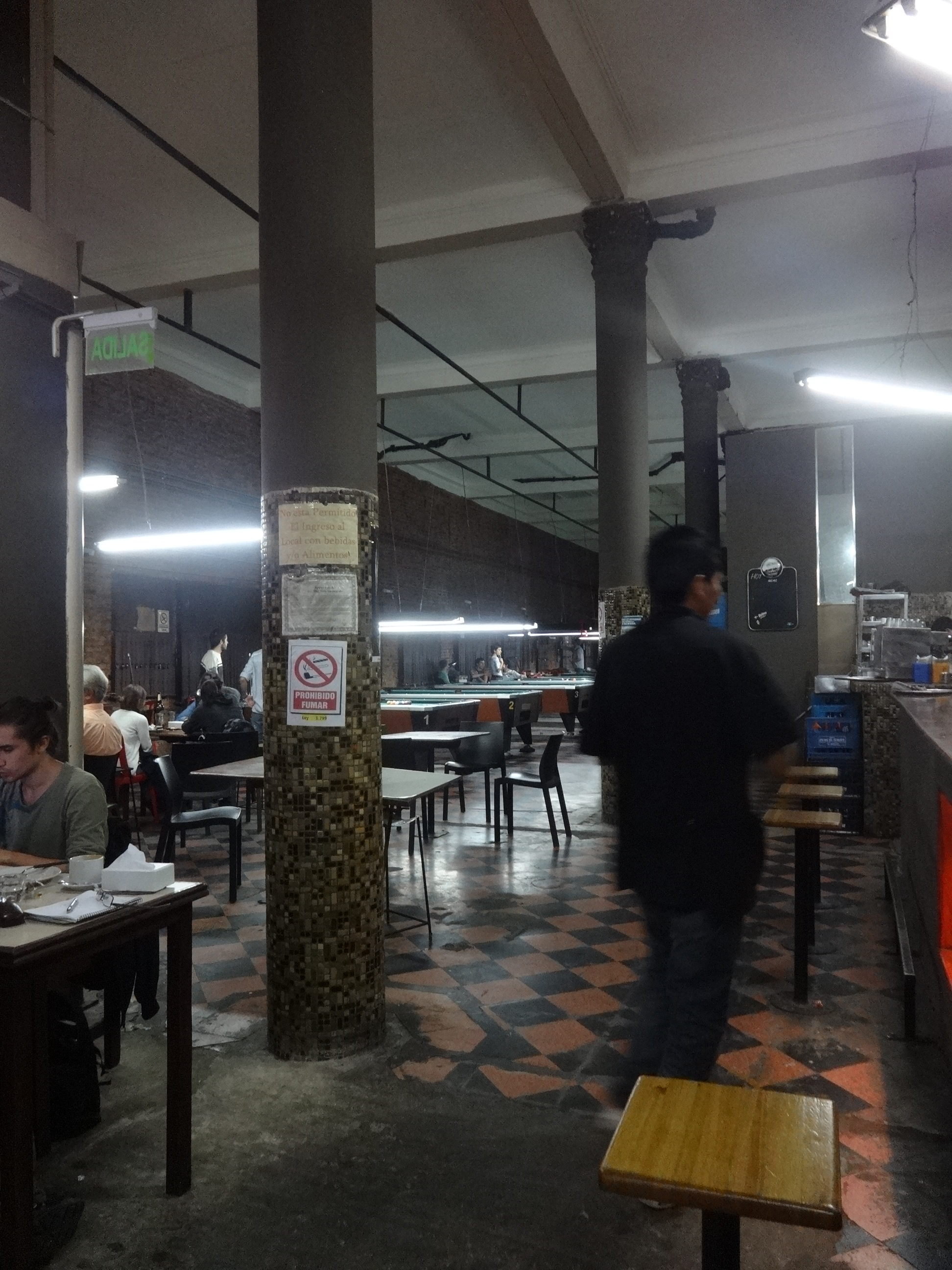
Entrada al Café San Bernardo, por la noche.

El Café San Bernardo, más conocido entre los jóvenes de hoy en día como “El Sanber”, es un café notable de la ciudad de Buenos Aires fundado en 1912, y que se encuentra en un local de 800 m² ubicado en Avenida Corrientes 5436, Hasta hace poco permanecía abierto las 24 horas, pero a partir de 2016 cierra a las 4am y vuelve a abrir, de lunes a viernes a las 13:00h, los sábados a las 8:00 y los domingos a las 18hs. Debe su nombre a la “Parroquia San Bernardo” ubicada en la calle Gurruchaga al 171 del barrio de Villa Crespo, también conocida como la iglesia del "Cristo de las Manos Rotas". 
“El café, Bar y Billares San Bernardo de Corrientes, entre Acevedo y Gurruchaga, supo ser la más importante sala de billares del barrio, en las cuales más de una vez se lucieron los hermanos Navarro. Solían presentarse orquestas de tango y a sus mesas se sentaron el “negro” Celedonio Flores y Carlos De La Púa.”
En sus 800m2 hoy se puede jugar metegol, pool, billar y ping pong, además de numerosos juegos de mesa como ajedrez, dominó, burako. Todos los miércoles a las  22 se realizan encuentros de metegol,y además hay distintos torneos de pool, ping pong, ajedrez, truco, generala y otros clásicos..
En el centenario edificio que aloja al café, antes funcionó una milonga, una sucursal del Banco Nación y un supermercado. Por este recinto pasaron orquestas como las de Paquita Bernardo, primer bandoneonista argentina, también conocida como “La Flor de Villa Crespo”, y en la que tocaba el Osvaldo Pugliese. Y otras como la Orquesta Típica Gennaro Espósito. Celedonio Flores, poeta y letrista, le dedicó un poema. 
Más recientemente, en el café se filmaron escenas de las películas Roma y La señal, aprovechando su mobiliario y decoración antigua para ambientar historias ocurridas en los años '70 y '50.  También algunos videos musicales como los que grabó Kevin Johanssen y documentales como “Ping Pong Master”, dedicado a Oscar Master, vecino del barrio y asiduo cliente y jugador de ping-pong quien falleciera un martes de 2012 jugando en una de sus mesas; tal como lo recuerda una placa instalada en el bar.
En la década del 2010, el bar logró atrapar cada vez más el interés de la juventud bohemia de Buenos Aires, que revalorizó este espacio para reunirse e incluso realizar recitales. En 2012, recibió el reconocimiento de la Legislatura de Buenos Aires como Sitio de Interés Cultural y en el 2014 es nombrado Bar Notable de Buenos Aires.